# Kassina fusca
Kassina fusca és una espècie de granota de la família dels hiperòlids que viu a Burkina Faso, Costa d'Ivori, Ghana, Mali, Níger, Nigèria, Senegal i, possiblement també a Benín, Gàmbia, Guinea, Guinea Bissau i Togo.